# Ulrich Creutz
Ulrich Creutz, německý kameník a sochař, byl označen Josefem Opitzem, německým historikem umění působícím v Praze, za jednoho z nejvýznamnějších sochařů pozdní gotiky v Čechách. V druhém desetiletí 16. století několik let Ulrich Creutz působil v Kadani, kde realizoval objednávku náhrobku pro Jana II. Hasištejnského z Lobkowicz (1450–1517). Dnešní Creutzův význam spočívá v tom, že umělecké prostředí severozápadních Čech seznámil se sochařskými prvky saské a jihoněmecké pozdní gotiky.

## Životopisná data
Životopisná data sochaře Ulricha Creutze nejsou bezpečně známa. Představa, že kameník a zároveň i řezbář Ulrich Creutz v letech 1516–1530 vlastnil v Kadani velkou sochařskou a řezbářskou dílnu, jak předpokládal Josef Opitz (1890–1963), byla již opuštěna. Někteří historici umění se domnívali, že pro české dějiny umění Opitzem objevený Ulrich Creutz je totožný s Ulrichem Creutzem, který mezi léty 1512 až 1514 zhotovil v huti Stefana Weyrera sochy pro kostel sv. Jiří v Nördlingen (Bavorsko). Předpokládali, že poté, co byl Creutz v Nördlingen vyplacen (1514), odešel do Čech. Profesor Opitz se proto domníval, že Creutz přijal pozvání Jana II. Hasištejnského z Lobkowicz a odešel do Kadaně, kde začal pracovat na jeho hrobce v klášterním kostele Čtrnácti sv. Pomocníků při tamějším klášteře františkánů-observantů. Tumba nese jméno Ulricha Creuze a jeho kamenickou značku, zatímco na tzv. Lobkowiczkém epitafu, umístěném v presbyteriu za hlavním oltářem, je datum 1516.

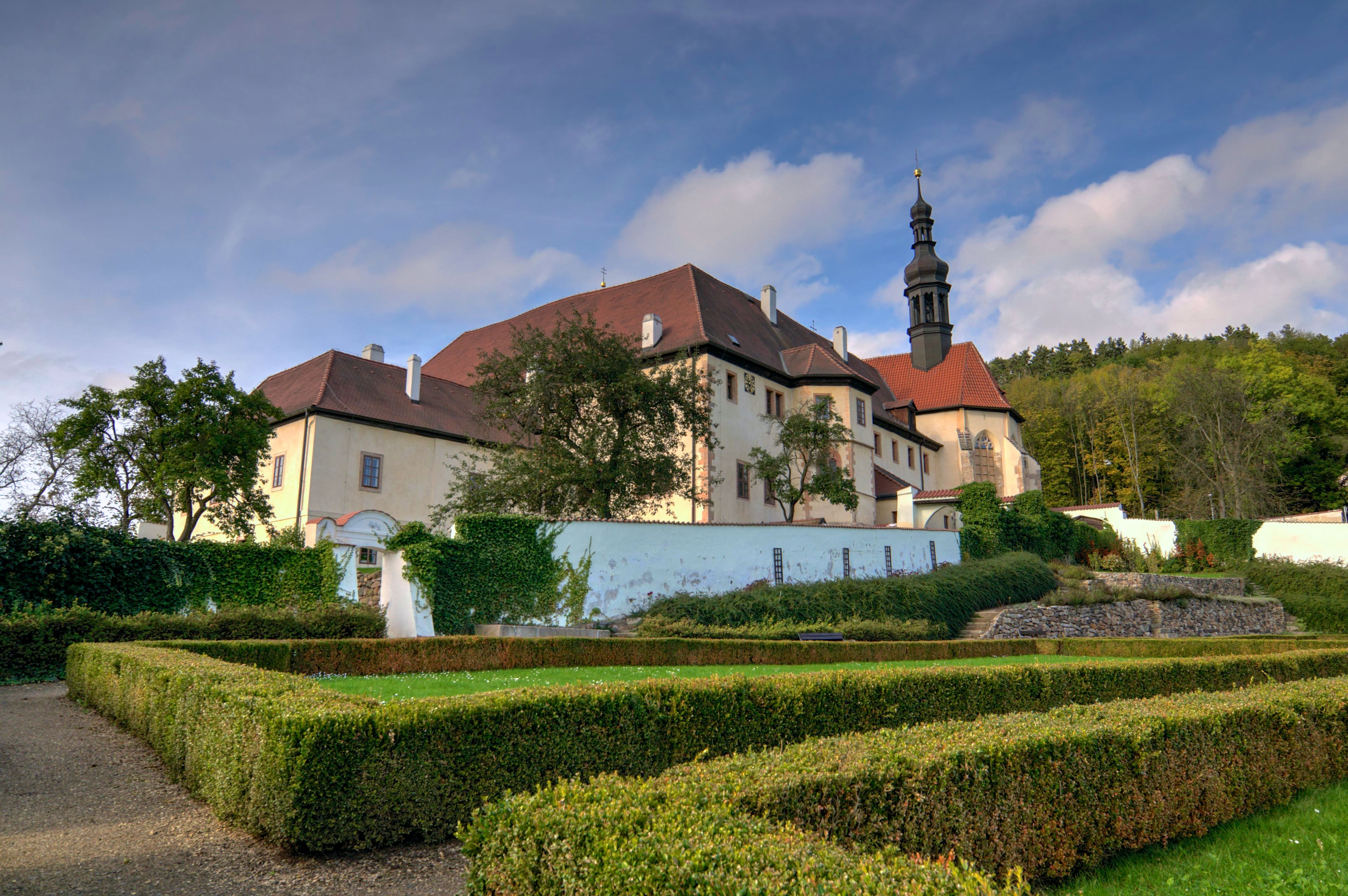
Klášter františkánů-observantů v Kadani s klášterním kostelem Čtrnácti svatých Pomocníků

Jan Hasištejnský z Lobkowicz však 28. ledna 1517 v Kadani zemřel, čímž Creutz ztratil svého hlavního podporovatele. Tímto datem mizí stopa Ulricha Creutze v Kadani. Později byla nalezena značka totožná s Creutzovou kadaňskou značkou na epitafu biskupa Günthera von Bünau, který se nachází v předsíni dómu v Merseburgu, nedaleko Halle nad Saalou. Předpokládané datum zhotovení tohoto epitafu se dává do souvislosti s biskupovou smrtí v roce 1518.
Kadaňský Ulrich Creutz by mohl být rovněž totožný s kameníkem Creutzem, který se stal 7. února 1521 měšťanem v Halle. Pro své sympatie s reformačním hnutím však byl zatčen, vyslýchán a nakonec z Halle vypovězen (1525). Někteří historici umění ztotožňují tohoto saského Creutze s kameníkem Ulrichem Creutzem z Českého Krumlova, zmiňovaným v městských účetních knihách (1534). Další zprávy z česko-německého příhraničí o Ulrichu Creutzovi mlčí. Výjimkou jsou účetní doklady v zámku Hartenfels v Torgau z let 1535–1536, které představují poslední uvedení tohoto jména v dobových zápisech.
Z výše uvedených odkazů však nevyplývá, zda uvedené údaje se vztahují k osobě kadaňského Ulricha Creuze, či se jedná o Creutze otce a syna nebo jde jen o pouhou shodu jmen, což v současnosti nelze rozhodnout.

## Umělecká tvorba

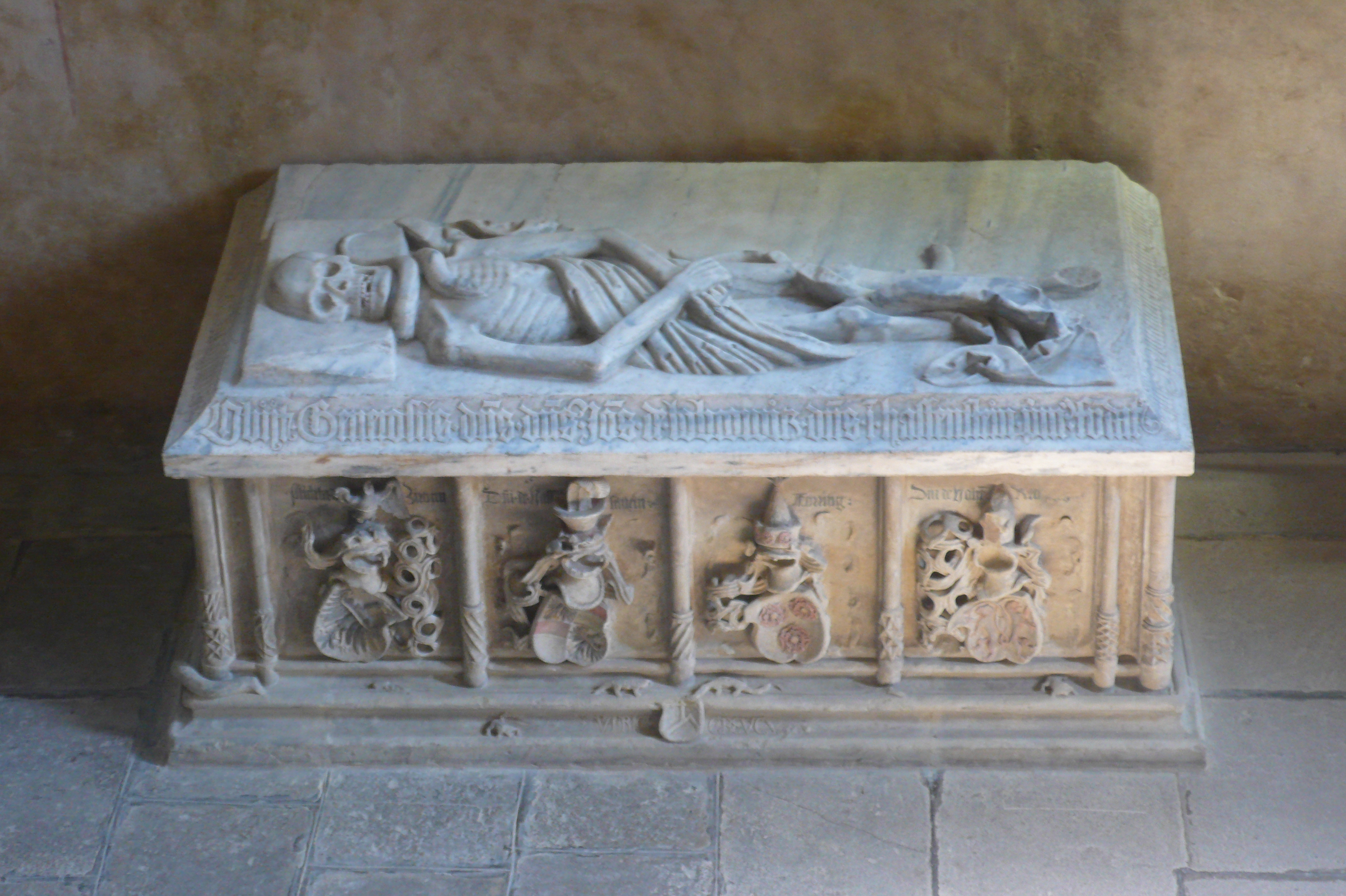
Tumba Jana II. Hasištejnského z Lobkowicz zhotovená Ulrichem Creutzem kolem roku 1516 (Klášterní kostel Čtrnácti sv. Pomocníků, Kadaň)

V posledních letech života se Jan II. Hasištejnský z Lobkowicz rozhodl nechat zhotovit rodinné hrobky pro sebe a pro další členy Lobkowiczkého rodu. Proto byl asi roku 1515 pozván do Kadaně kameník Ulrich Creutz, který z opukového kamene vytesal čtyři díly tří bočních stran tumby a na ní spočívající mramorové víko. Sokl náhrobku je na pohledové straně profilován a poset hady, ještěrkami a žábami, přičemž mezi dvěma ještěrkami je i sochařova signatura. Erby Jana Hasištejnského z Lobkowicz a jeho druhé manželky Magdaleny z Törgau, spolu s erby matek obou manželů, byly vytesány na přední stěně tumby, erby babiček z otcovy a matčiny strany jsou na kratších bočních stěnách. 
Mramorové víko tumby zdobí vyschlé lidské tělo s výraznou profilací lidské kostry, která nese zbytky polychromie. Lebka spočívá na podhlavníku, zatímco krk a levou nohu obtáčejí hadi. Profilovaná rouška jde od levé paže k pravé kostře nohy. V současnosti není známo, zda tento náhrobek nějak souvisel s tzv. Lobkowiczkým epitafem, zobrazujícím monumentální postavu muže ve zbroji. Epitaf je rovněž vytesaný do mramorové desky stejného původu jako v případě víka tumby. Povrch mramorové desky nese známky polychromie. Na soklu epitafu je letopočet 1516. Použitý materiál, datace a shodné detaily nasvědčují tomu, že deska tzv. Lobkowiczkého epitafu tvořila s tumbou jednotný celek a že autorem obou reliéfů byl Ulrich Creutz. Také náhrobník Václava Hasištejnského z Lobkowicz, zhotovený ze stejného materiálu jako tumba Jana Hasištejnského, byl zkusmo připsán Ulrichu Creutzovi. Mramorová deska však vykazuje odlišný sochařský rukopis. V současnosti je náhrobník umístěný v presbytáři klášterního kostela připisován neznámému saskému kameníkovi, který vytvořil dílo po roce 1520, neboť Václav uvedeného roku umírá na mor.,

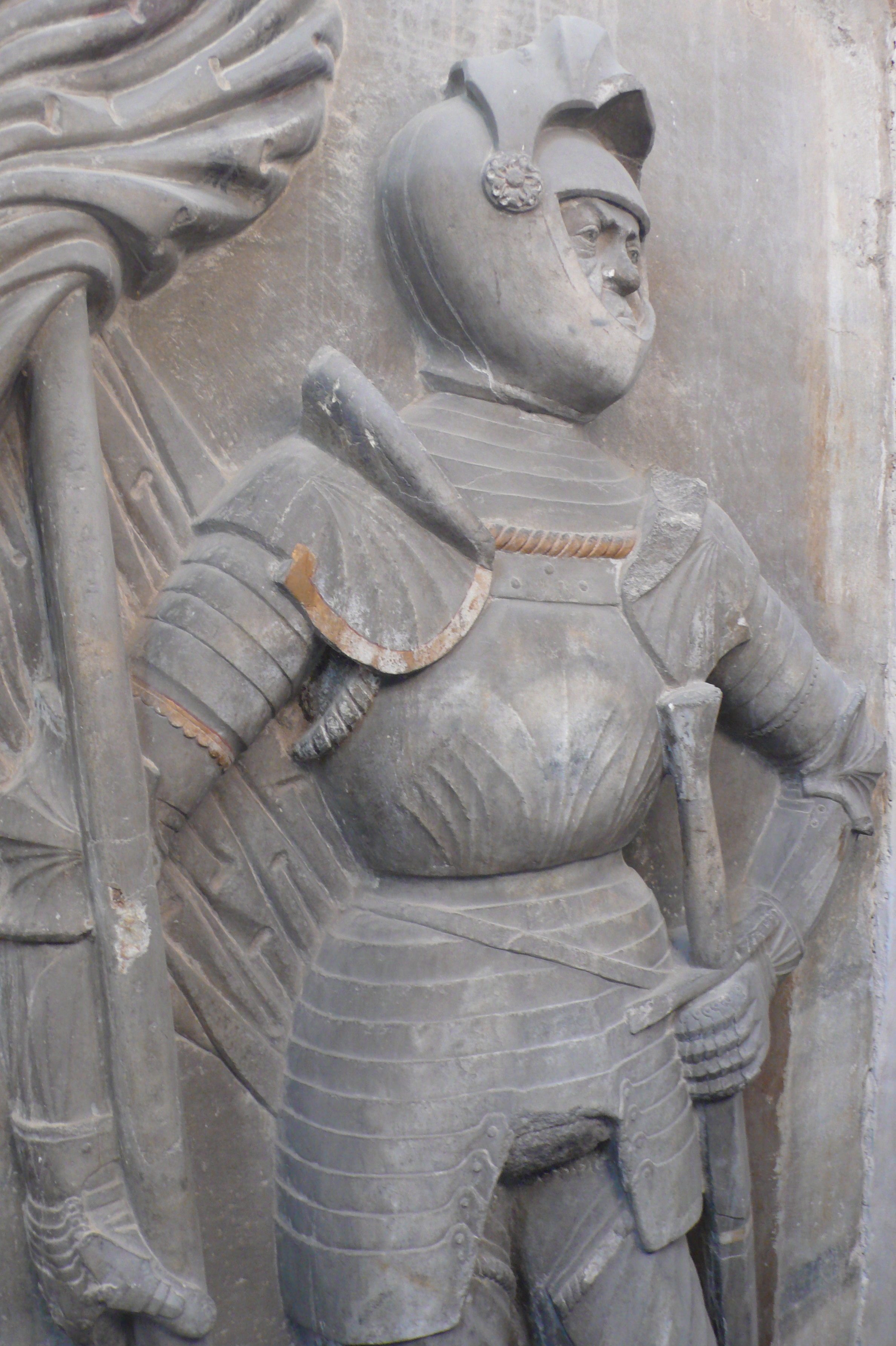
Tzv. Lobkowiczký epitaf zhotovil Ulrich Creutz asi roku 1516](Klášterní kostel Čtrnácti sv. Pomocníků, Kadaň

Na podkladě archiválií se předpokládá, že již v letech 1512–1515 kadaňský Ulrich Creutz zhotovil část sochařské výzdoby sanktuária v kostele sv. Jiří v Nördlingenu. Také merseburský epitaf Günthera z Bünau († 1518), nesoucí Creutzovu značku, jsou připisovány Creutzovi (otci nebo jeho synovi).
Avšak skupina pěti dřevořezeb Ukřižovaného a jedna socha sedícího Krista, původně považovaná za práce kadaňského Uricha Creutze, je dnes připisována dílně anonymního kadaňského řezbáře v níž působili Creutzovi dřívější spolupracovníci, v současnosti nazývaného Mistr kadaňských Ukřižovaných. Vznik kadaňských krucifixů kladou historici umění mezi roky 1500–1510 a jejich tvorbu dávají do souvislosti s norimberskými tzv. parukovými Kristy, kteří mají podobně jako kadaňské sochy Ukřižovaného Krista paruku z lidských vlasů a na hrudi relikviářovou schránku. Takovéto uspořádání známe z norimberských řezbářových děl Veita Stosse.
Také další skupinu řezbářských prací, kterým dominují plastiky sv. Anny Samotřetí z Ústí nad Labem, připsal profesor Opitz Ulrichu Creutzovi a jeho dílně. Tato socha vyniká mimořádnou kvalitou a to nejen z hlediska řezbářské práce, ale i zachovanou polychromií. S ústeckou sv. Annou dílensky souvisí sv. Anna Samotřetí z Otvic a socha stojící sv. Anny Samotřetí z Prunéřova. Všechna tři sousoší spojuje obličejový typ tváře sv. Anny, rouška na hlavě ve tvaru písmena V a podsaditá podoba postavy světice. Dnes se historici domnívají, že sochy vznikly v dílně dalšího anonymního řezbáře, dnes shodně nazývaného Mistr Sv. Anny Samotřetí z Ústí nad Labem. Jeho tvorba řadí do doby mezi roky 1515 a 1520.
Zcela mimořádné postavení mezi těmito plastikami má dílo označené jako Panna Marie z Litoměřic. Profesor Opitz hledal její původ v širším okruhu kadaňské řezbářské dílny Ulricha Creutze, což současní historici umění odmítají. Socha je dílem neznámého řezbáře znalého díla Veita Stosse. Někteří z nich na soše nalézají podobnosti s pozdně gotickým sochařstvím slovenské Spiše.

## Umělecko-historický význam díla Ulricha Creutze
Josef Opitz, německý historik umění, označil sochaře a kameníka Ulricha Creutze za „výraznou uměleckou osobnost vysokých kvalit“ působící v Kadani mezi léty 1516 a 1530. Jeho umělecký projev Opitz hledal v Creutzově poučení na jihoněmeckém sochařství, především na dílech Veita Stosse a Simona Leinbergera. Ale od poloviny šedesátých let 20. století se pohled na Uricha Creutze výrazně přehodnotil. Dnes je považován za jednoho z významných sochařů pozdní gotiky v Čechách. Je však mýtem, že se jednalo o sochaře s velkou sochařskou a řezbářskou dílnou, která po třicet let působila v Kadani.

## Výstavy uměleckých děl Ulricha Creutze v Čechách
- 1924 – První výstava věnovaná Ulrichu Creutzovi se uskutečnila v Chomutově (1924).
- 1966 Ulrich Creutz, gotické plastiky, 1516–1530, Muzeum v Teplicích (červen–červenec 1966)
- 1966 Ulrich Creutz, Galerie Litoměřice (srpen a září 1966).
- 1966 Výstava reprízována v Galerii Benedikta Rejta v Lounech (od října 1966).
- 2016 Mýtus Ulrich Creutz. Vizuální kultura v Kadani za Jana Hasištejnského z Lobkowicz (1469–1517),Severočeská galerie výtvarného umění, Litoměřice. Doba konání: 15. 9. 2017 – 19. 11. 2017. Autor výstavy: Michaela Ottová. Kurátor výstavy: Lubomír Turčan